# Spox!
Spox! – album zespołu Kobranocka, który ukazał się w 2010 roku. Premiera płyty zbiegła się z rocznicą 25-lecia grupy. Pierwszym singlem promującym album jest piosenka „Intymne życie mrówek”. Spox! wyprodukował Tomasz Bonarowski (znany ze współpracy z zespołami Myslovitz i Vader) oraz hiphopowy producent Magiera.

## Lista utworów
Źródło:
| Spox! | Spox!                                                                         | Spox!   |
| Nr    | Tytuł utworu                                                                  | Długość |
| ----- | ----------------------------------------------------------------------------- | ------- |
| 1.    | „Intymne życie mrówek” (muzyka i słowa:)                                      | 3:32    |
| 2.    | „Gówno cudem” (muzyka i słowa: Kobranocka)                                    | 2:46    |
| 3.    | „Miała nogi jak jego bezsenność” (muzyka i słowa: Kobranocka)                 | 3:51    |
| 4.    | „Twoje oczy niebieskie” (muzyka i słowa: Kobranocka)                          | 4:16    |
| 5.    | „Łąki pod Grudziądzem” (muzyka i słowa: Kobranocka)                           | 3:19    |
| 6.    | „Wszystko to moment” (muzyka: Kobranocka, słowa: Rafał Bryndal)               | 3:04    |
| 7.    | „Niech żyje rewolucja” (muzyka i słowa: Kobranocka)                           | 2:05    |
| 8.    | „Samotność pośród gwiazd” (muzyka i słowa: Kobranocka)                        | 4:34    |
| 9.    | „Poziomki moich łez” (muzyka i słowa: Kobranocka)                             | 2:56    |
| 10.   | „Żyrandole” (muzyka i słowa: Kobranocka)                                      | 2:38    |
| 11.   | „Ocean twoich oczu” (muzyka i słowa: Kobranocka)                              | 2:25    |
| 12.   | „Ta noc zbyt pusta” (muzyka i słowa: Kobranocka)                              | 4:03    |
| 13.   | „Kiedy umiera żebrak” (muzyka i słowa: Kobranocka)                            | 2:47    |
| 14.   | „Koniec nocy” (muzyka i słowa: Kobranocka)                                    | 4:38    |
| 15.   | „Samotność pośród gwiazd” (remix magiera (bonus); muzyka i słowa: Kobranocka) | 4:14    |
| 16.   | „Intymne życie mrówek” (singel wersja (bonus); muzyka i słowa: Kobranocka)    | 3:25    |
|       |                                                                               | 54:33   |

## Twórcy
Źródło:
- Andrzej „Kobra” Kraiński – wokal, gitara
- Jacek „Szybki Kazik” Bryndal – gitara basowa, wokal
- Jacek Moczadło – gitara
- Piotr „Vysol” Wysocki – perkusja
- Joanna Solarska – chórki (14)
- Iwona Czypułkowska – skrzypce (14)